# General Atomics MQ-1C Grey Eagle
Le MQ-1C Grey Eagle est un drone de combat développé par le constructeur General Atomics Aeronautical Systems pour l'US Army. Il est parfois aussi appelé Warrior ou Sky Warrior. Il est dérivé du RQ-1/MQ-1 Predator.

## Développement
En 2002, l'armée de terre des États-Unis a lancé un appel d'offres pour un drone ERMP (Extended-Range Multi-Purpose = Multi Role à Longue Portée), avec l'objectif de remplacer le MQ-5 Hunter. Deux modèles ont été proposés : une version améliorée du MQ-5 Hunter et le Warrior qui a remporté l'appel d'offres en août 2005 avec un contrat de 214 M $.
L'US Army a en 2005 l'intention de commander 11 systèmes, composés chacun de 12 appareils Warrior et 5 stations de contrôle au sol.
L'US Army comptait utiliser la désignation MQ-12 pour l'appareil, mais le département de la défense US a retenu MQ-1C.
Fin 2011, 26 MQ-1C et 24 stations de contrôle au sol sont en service.
Début 2016, sept compagnies les utilisent, une du 160th Special Operations Aviation Regiment (Airborne) en ayant organiquement 12 exemplaires, cinq autres rattachées à des divisions et la dernière à un régiment d'aviation 9.
Le 1 juin 2022, des sources annoncent que les Etats-Unis d'Amérique seraient prêts à fournir quatre drones à l'Ukraine dans le cadre de l'invasion russe de l'Ukraine. Le secrétaire d'Etat américain Antony Blinken avait déclaré que les Etats-Unis réfléchissaient à fournir des armes capables de porter des missiles longue portée, à condition qu'elles ne soient pas utilisées sur des cibles en territoire russe.

## Conception
Le MQ-1C est du type MALE (Medium Altitude Long Endurance = Moyenne Altitude et Longue Autonomie) avec une envergure accrue. Son moteur est un moteur Diesel Turbo "Centurion" Heavy Fuel Engine (HFE) développé par la société Thielert qui donne de meilleures performances à haute altitude, une meilleure fiabilité et une maintenance plus facile. Il a une autonomie de 36 heures,.
Le nez de l'avion a été agrandi pour héberger un radar à ouverture synthétique. Un système d'acquisition de cible multi-spectral AN/AAS-32 est aussi emporté sous le nez de l'appareil.
Le MQ-1C emporte une charge de 1 280 kg. Il peut être armé avec des missiles air-sol AGM-114 Hellfire et des bombes guidées GBU-44/B Viper Strike.

## Historique opérationnel
La brigade d'aviation de combat de la 1ère division d'infanterie de l'armée Américaine s'est déployée en Irak avec des Grey Eagles en développement en juin 2010.
Le 25 septembre 2013, le Grey Eagle a réalisé 20 000 lancements et récupérations automatiques réussis avec le système ATLS. Depuis octobre 2013, ATLS est utilisé sur 8 sites, dont 3 sites à l'étranger, et 4 sites supplémentaires sont prévus d'ici janvier 2015. Le Grey Eagle Block I a effectué 80 000 heures de vol depuis 2009 et effectue actuellement en moyenne 3 200 heures de vol par mois. 

### Accident
En juillet 2015, un Grey Eagle non armé s'est écrasé en Irak après une panne de communication, le drone soutenait l'opération Inherent Resolve contre l'État islamique.
Le 2 mars 2020, le commandement militaire américain pour l'Afrique a annoncé le crash d'un appareil au nord Niger dans la région d'Agadez. L’appareil a été perdu à la suite d'une défaillance mécanique.
Le 23 janvier 2021, un autre MQ-1C est forcé à atterrir à la suite d'une défaillance technique à Agadez, au Niger.

## spécification
Toutes les informations proviennent de General Atomics Aeronotical.
Capacité=360 kg 
Envergure des ailes = 17m
Longueur = 9m
Masse brute maximale au décollage = 1633 kg
Capacité de carburant = 261kg
Armes = 4 missiles Hellfire
Altitude maximale = 8839,2m
Endurance maximale = 25 heures
Vitesse maximale en l'air = 167 KTAS